# Erik Böös
Erik Kristian Böös, född den 9 april 1853 i Balkåkra socken, Malmöhus län, död den 15 december 1912 i Lunds domkyrkoförsamling, Malmöhus län
, var en svensk präst.
Böös blev student vid Lunds universitet 1873, avlade 1877 filosofie kandidatexamen, 1882 teoretisk och 1884 praktisk teologisk examen samt prästvigdes 1884. Han förordnades 1891 till domkyrkoadjunkt i Lund samt blev 1893 tredje och 1901 förste stadskomminister där. År 1904 utnämndes han till extra ordinarie hovpredikant. Böös var originell och medryckande som predikant och sällsynt hängiven och uppoffrande i sin prästerliga gärning. Levande i en andlig brytningstid, kom han att spela en betydande roll. Innan församlingstanken i modern mening bröt igenom inom svenska kyrkan, genomförde Böös dess program under sin verksamhet i Lund. Lunds församlingshem, invigt 1901, ett av de första i Sverige, var helt hans verk. Vid sidan av professor Seved Ribbing och dennes maka blev han en medelpunkt för vaknande, nyorienterade kristliga och kyrkliga intressen bland den studerande ungdomen. Den kristliga studentrörelsen hade i honom ett verksamt stöd. Han levnadsteckning skrevs av Hagbard Isberg (1918).